# إف. ريتشارد سبنسر
إف. ريتشارد سبنسر (بالإنجليزية: F. Richard Spencer) هو كاهن كاثوليكي أمريكي، ولد في 10 يونيو 1951 في سيلاكاوغا في الولايات المتحدة.